# Johann Jakob Bethmann
Johann Jakob Bethmann (seit 1776: von Bethmann) (* 20. Juni 1717 in Bergnassau; † 2. September 1792 in Bordeaux) war ein deutscher Kaufmann und Reeder.

## Leben
Johann Jakob Bethmann war einer der Söhne des Amtmannes Simon Moritz Bethmann (1687–1725), die nach dem frühen Tod des Vaters von ihrem Onkel mütterlicherseits Johann Adami in Frankfurt am Main aufgezogen wurden. Während die beiden anderen Brüder Johann Philipp und Simon Moritz dort aus dem Erbe des Onkels 1748 das Bankhaus Gebrüder Bethmann gründeten, ging Johann Jakob 1740 nach Bordeaux, wo er 1741 das Haus Bethmann & Imbert (seit 1779 Bethmann & fils) als Handelshaus und Reederei gründete.
Bethmann heiratete 1745 die Bordelaiser Protestantin Elisabeth Desclaux (1725–1785). 1749 wurde er Schweizer Staatsbürger, 1758 Bürger von Frankfurt am Main. 1768 wurde er zum kaiserlichen Konsul in Bordeaux ernannt, 1776 in den Reichsritterstand erhoben.
Seine Tochter Katharina Elisabeth (1753–1813) ließ er in Frankfurt bei seinem kinderlosen Bruder Simon Moritz erziehen. Dort heiratete sie 1769 den Kaufmann Peter Heinrich Metzler (1744–1800), der sich fortan Bethmann-Metzler nannte (später von Bethmann-Metzler bzw. de Bethmann-Metzler), aber als Teilhaber des Bankhauses in Frankfurt blieb.
Erst nach Bethmanns Tod kehrten seine Frankfurter Enkel nach Bordeaux zurück. Die Familie besteht dort bis heute.
Johann Jakob Bethmann war ein Freund des Schriftstellers Friedrich Melchior Grimm.